# 幸福先生
《幸福先生》（英語：Mr. Bliss）是英國作家J·R·R·托爾金創作的兒童繪本，故事主要描述了主角「幸福先生」在購買新車路上所遇見的各種麻煩事物。本書雖早在20世紀30年代就已創作完成，但由於印刷費問題直到托爾金過世後的1982年才終被出版。

## 登場人物
- 幸福先生；頭戴高帽，居住在一間大房子內的古怪紳士，將「長頸兔」養在自家花園內。一天，他為購買新車而惹出一系列稀奇古怪的事
- 戴先生：被幸福先生撞倒，後與奈特太太結婚
- 奈特太太：被幸福先生撞到，有一頭驢子，後與戴先生成婚
- 三隻熊，分別名叫阿奇、泰迪、布魯諾，住在森林裡
- 長頸兔：被幸福先生養在花園裡的生物
- 多金斯一家，分別名叫肥肥、亞伯特、赫伯特和艾格伯特，一家四人都是胖子（尤其以肥肥特別胖），養狗
- 賓克斯先生：汽車行老闆
- 博芬警官

## 創作歷程
在托爾金以奇幻文學《哈比人歷險記》成名之後，便開始著手創作繪本《幸福先生》，他還親手繪製書中的插圖。故事有部分靈感來自1932年時托爾金初次駕駛汽車發生車禍的感受，故事主角「幸福先生」近乎就是托爾金本人的化身。而故事中的汽車可能來自於小兒子克里斯多福·托爾金的玩具車，而三隻熊的角色則可能來自於托爾金孩子的泰迪熊玩具。故事中短暫登場的一個小人物「詹吉老人」後來在《魔戒》中便成為了山姆父親的名字。
當托爾金將本書手稿交給出版社時，出版商為了降低印刷成本而要求托爾金得重新修改插圖；但最終手稿卻被放在抽屜之內長達數十年，直到1982年才被出版。

## 中文譯本
2013年，台灣聯經出版社出版由鄧嘉宛翻譯的《幸福先生》 （页面存档备份，存于），保留了英文原版的排版方式。
2016年1月，中國上海人民出版社出版《幸福先生》的簡體中文譯本，由黃磊與女兒黃多多合力翻譯。